# Kármánova hranice

Kármánova hranice leží ve spodu termosféry

Kármánova hranice je všeobecně přijímaná hranice mezi zemskou atmosférou a kosmickým prostorem. Je určena výškou 100 km nad povrchem Země. Jejím autorem je Theodore von Kármán, inženýr a fyzik maďarsko-amerického původu, a v současné době je hodnota uznávána Mezinárodní leteckou federací (FAI).

## Stanovení Kármánovy hranice
Se zvyšující se výškou klesá hustota vzduchu, a proto musí letadlo navržené pro let v určité výšce používat větší plochu křídel, nebo letět vyšší rychlostí pro dosažení vztlaku dostatečného pro vodorovný let. Plocha křídel je technicky omezená, takže pro jejich dostatečný účinek je ve vysoké atmosféře nutné použít vysokou rychlost. Ve výšce Kármánovy hranice už ovšem rychlost pro dosažení potřebného aerodynamického vztlaku překračuje orbitální rychlost, tudíž nemá smysl používat křídla. Naopak, pro plavidla určená výhradně pro pohyb ve vesmírném prostoru je tato hranice již dostatečně vysoká na to, aby jim odpor částic okolního prostředí nezpůsoboval příliš velké tření a nepředstavoval tak pro jejich výrobu konstrukční problém (s tímto ohledem jsou též navrhovány). Přesná hodnota výšky této hranice závisí na mnoha faktorech (roční období, aktivita slunce, parametry letadla, atd…) a výpočet dává hodnotu zhruba kolem 100 km. Kármán navrhl přesných 100 km jako dobře zapamatovatelnou aproximaci.

## Zajímavosti
- Kármánova hranice spadá do spodní části termosféry Země, která téměř hraničí s její mezosférou. V těchto výškách se vyskytuje například polární záře.
- Do této hranice lze hovořit o nadmořské výšce, nad ní pak o vzdálenosti od Země.
- Kármánova hranice leží výše než „hranice bezpečného (též negativního) návratu“, za nímž v případě problémů raketoplány, startující ze země, provedou manévr Abort to Orbit.
- Komerční lety, které přesáhnou Kármánovu hranici, mají nárok na označení vesmírné lety, jejich pasažéři pak mohou být označeni za vesmírné turisty.
- Ve Spojených státech se používá pro hranici kosmického prostoru výška 50 mil (cca 80 km). Po jejím překročení pak vzniká nárok na označení astronaut.